# 官渡金線魮
官渡金線魮，又稱官渡金線䰾（学名：Sinocyclocheilus guanduensis）为輻鰭魚綱鯉形目鲤科金線魮屬的其中一種。分布於亞洲中國雲南省淡水流域，棲息在底中層水域，生活習性不明。

## 扩展阅读
維基物種上的相關：官渡金線魮